# 伍德福德縣 (肯塔基州)
伍德福德郡（英語：Woodford County）是美國肯塔基州中部的一個縣，面積1,297平方公里。根据2020年美國人口普查，共有人口23,208人。縣治凡爾賽 （Versailles）。該縣成立於1788年11月12日，1789年5月1日生效。縣名紀念大陸軍准將威廉·伍德福德。